# Колуш
Колуш (порт.  Colos) - фрегезия (район) в муниципалитете Одемира округа Бежа в Португалии. Территория – 106,29 км². Население – 1243 жителей. Плотность населения – 11,7 чел/км².